# Numération abjad
 (avril 2014).
- Si vous ne connaissez pas le sujet, laissez ce bandeau (vous pouvez alors contacter les auteurs).
- Si vous supprimez le contenu mis en cause (vous pouvez préalablement contacter les auteurs),

argumentez précisément cette suppression dans la page de discussion
(un manque de référence n'est pas un argument ; une recherche réelle de référence doit avoir été effectuée, être formellement documentée).
 (décembre 2011).
Si vous disposez d'ouvrages ou d'articles de référence ou si vous connaissez des sites web de qualité traitant du thème abordé ici, merci de compléter l'article en donnant les références utiles à sa vérifiabilité et en les liant à la section « Notes et références ».
La numération abjad (en arabe حساب الجُمَّل = ḥisāb al-ǧummal, et parfois notamment dans le contexte marocain حروف الجُمل = ḥurūf al-ǧummal) est un système de numération utilisé en arabe. Il s'agit d'un procédé de datation qui utilise les lettres de l'alphabet arabe. Il consiste à grouper, en un mot ou en court membre de phrase, l'ensemble des lettres dont les valeurs numériques totalisées fournissent la date d'un événement passé ou futur. 
La numération abjad, surtout dans sa variante orientale, est très proche de la Gematria hébraïque.

## Origines
Les alphabets dérivés du phénicien, comme le grec, le gotique, le copte, le cyrillique, l'hébreu, l'araméen, etc., ont majoritairement été utilisés tant pour noter des sons (valeur alphabétique) que des valeurs numérales au moyen des mêmes signes. L'arabe ne fait pas exception et c'est de plus la plus vieille des deux numérations utilisées par les peuples arabophones : l'utilisation de l'alphabet arabe pour noter les nombres, ou ḥurūf ʾal-ǧummal, remonte aux premières inscriptions et perdure largement après l'introduction du système de numération positionnel. Georges Ifrah signale l'importante résistance que rencontra  l'usage des chiffres arabes orientaux en notation positionnelle dans le monde arabo-islamique et la persistance d'un fort attachement à l'expression de nombre en notation abjad.
L'alphabet arabe, cependant, a subi plusieurs modifications importantes au cours de son histoire (comme l'ajout de points permettant de distinguer plusieurs lettres, le changement de valeur de certaines lettres, la réorganisation de l'ordre alphabétique, etc.), modifications qui ne se sont pas opérées partout de la même manière : de fait, lorsque les lettres sont utilisées pour la numération, elles sont classées dans un ordre plus ancien (dit ordre levantin, dont la première attestation date de l'alphabet ougaritique et qu'on retrouve dans tous les alphabets dérivés du phénicien), mais selon que l'alphabet est utilisé par les Occidentaux ou par les Orientaux, les lettres ne sont pas arrangées de la même façon. Cet ordre numéral est bien plus proche de celui des autres alphabets d'origine phénicienne, surtout de ceux utilisés pour les langues sémitiques.
Il existe donc principalement deux systèmes de numération fondés sur l'alphabet arabe. Ces deux systèmes ont coexisté : celui des Arabes du Maghreb (c'est-à-dire les Occidentaux ) et celui des Arabes du Machrek (c'est-à-dire les Orientaux). Ce dernier est le plus ancien, le système maghrébin étant une modification de l'oriental. Évidemment, ce n'est pas une distinction fixe, et l'on peut trouver des textes maghrébins utilisant la numération orientale et vice-versa. En fait, seules six lettres sont placées différemment entre les deux alphabets : il s'agit principalement des lettres pointées nouvellement créées au VIIe siècle, soient  ث خ ذ ض ظ غ .
Pour plus de détails quant aux remaniements subis par l'alphabet arabe au cours de son histoire, consulter Alphabet arabe (histoire).
Cet ordre commence par ʾalif, bāʾ ǧīm et dāl, ce qui forme le mot abjad ; on nomme ainsi abjad soit un alphabet ne notant que les consonnes, généralement sémitique et hérité du phénicien, soit les lettres numérales arabes. Le terme classique est  أَبُجَدْ abuǧad, qui donne un dérivé  بُجَادِي  buǧādī désignant en parler arabe maghrébin un « ignorant », c'est-à-dire qui ne « connaît que l'ABC ».

## Mode opératoire
Les lettres servent, comme dans les autres systèmes alphanuméraux, à indiquer séparément les unités, dizaines, centaines et milliers : le système est décimal, n'est pas entièrement positionnel et ignore le zéro. Chaque lettre ne peut noter qu'une seule valeur, au contraire du système positionnel, où le signe « 1 », par exemple, représente selon sa place une unité, une dizaine, une centaine, etc.
On écrit les lettres alphanumérales de droite à gauche, de manière croissante sauf si l'on dissimule un nombre dans un mot écrit : il suffit d'écrire un mot dont les lettres auront la valeur voulue. C'est le cas des chronogrammes, par exemple : Ġālib murd, « Ghâlib est mort » (il s'agit ici d'une citation du poète d'expression ourdou Ghâlib, 1797-1869), s'écrit  غالب مرد, ce qui se compte lettre par lettre :
| غ     | ا | ل  | ب | م  | ر   | د |
| 1 000 | 1 | 30 | 2 | 40 | 200 | 4 |

soit un total de 1277, qui, selon le calendrier musulman, vaut 1860, et indique la date du décès de Ghâlib (en fait, celui-ci est mort en 1869 ; la date de 1860 correspond à l'année de décès imaginée par le poète lui-même).

### Unités
Elles sont notées de la même façon dans les alphabets occidentaux et orientaux.
| 1     | 2   | 3   | 4   | 5   | 6   | 7    | 8   | 9   |
| ا     | ب   | ج   | د   | ه   | و   | ز    | ح   | ط   |
| ʾalif | bāʾ | ǧīm | dāl | hāʾ | wāw | zayn | ḥāʾ | ṭāʾ |

### Dizaines
| Valeur        | 10  | 20  | 30  | 40  | 50  | 60  | 70   | 80  | 90  |
| Lettre        | ي   | ك   | ل   | م   | ن   | س   | ع    | ف   | ص   |
| Transcription | yāʾ | kāf | lām | mīm | nūn | sīn | ʿayn | fāʾ | ṣād |

### Centaines
| Valeur        | 100 | 200 | 300 | 400 | 500 | 600 | 700 | 800 | 900 |
| Lettre        | ق   | ر   | ش   | ت   | ث   | خ   | ذ   | ض   | ظ   |
| Transcription | qāf | rāʾ | šīn | tāʾ | ṯāʾ | ḫāʾ | ḏāl | ḍād | ẓāʾ |

### Milliers
| Valeur        | 1 000 | 1 000 |
| Lettre        | غ     |       |
| Transcription | ġayn  |       |

## Numération abjad au Machrek et au Maghreb
Pour l’interprétation correcte de ces chronogrammes, il faut tenir compte de la différence de valeur numérique qui existe, pour certaines lettres, entre l’abjad d’Orient et celui du Maghreb (y compris l’Espagne musulmane).
Au Machrek, on utilise l’ordre classique connu sous le nom de "أبجد هوز حطي كلمن سعفص قرشت ثخذ ضظغ". Cet ordre est divisé en plusieurs groupes de lettres, et chaque lettre a une valeur numérique croissante, allant de 1 à 1000.
Au Maghreb , on adopte une légère variation dans l’ordre des lettres, notamment dans certains groupes. Cet ordre est connu sous le nom de "أبجد هوز حطي كلمن صعفض قرست ثخذ ظغش". Les valeurs numériques restent identiques, mais certains groupes de lettres sont réorganisés.
| Numération abjad au Machrek | Numération abjad au Machrek | Numération abjad au Maghreb | Numération abjad au Maghreb |
| --------------------------- | --------------------------- | --------------------------- | --------------------------- |
| Lettre                      | Valeur                      | Lettre                      | Valeur                      |
| أ                           | 1                           | أ                           | 1                           |
| ب                           | 2                           | ب                           | 2                           |
| ج                           | 3                           | ج                           | 3                           |
| د                           | 4                           | د                           | 4                           |
| ه                           | 5                           | ه                           | 5                           |
| و                           | 6                           | و                           | 6                           |
| ز                           | 7                           | ز                           | 7                           |
| ح                           | 8                           | ح                           | 8                           |
| ط                           | 9                           | ط                           | 9                           |
| ي                           | 10                          | ي                           | 10                          |
| ك                           | 20                          | ك                           | 20                          |
| ل                           | 30                          | ل                           | 30                          |
| م                           | 40                          | م                           | 40                          |
| ن                           | 50                          | ن                           | 50                          |
| س                           | 60                          | ص                           | 60                          |
| ع                           | 70                          | ع                           | 70                          |
| ف                           | 80                          | ف                           | 80                          |
| ص                           | 90                          | ض                           | 90                          |
| ق                           | 100                         | ق                           | 100                         |
| ر                           | 200                         | ر                           | 200                         |
| ش                           | 300                         | س                           | 300                         |
| ت                           | 400                         | ت                           | 400                         |
| ث                           | 500                         | ث                           | 500                         |
| خ                           | 600                         | خ                           | 600                         |
| ذ                           | 700                         | ذ                           | 700                         |
| ض                           | 800                         | ض                           | 800                         |
| ظ                           | 900                         | ظ                           | 900                         |
| غ                           | 1000                        | ش                           | 1000                        |

### Cas particuliers de certains lettres
Le tāʾ marbūṭa peut être compté comme un hāʾ ou comme un tāʾ, selon qu’il se trouve à la pause (waḳf) ou en liaison (darj). Les lettres géminées (mushaddada) peuvent être comptées pour une ou pour deux. De même, les alifs initiaux et terminaux peuvent entrer en ligne de compte ou être négligés, selon les besoins ; leʾʾalif maqṣūra est compté comme un yāʾ. 
En persan et en turc, les lettres particulières à ces langues (پ = P, چ = Č, ژ = Ž, گ = G) ont la même valeur numérique que les caractères arabes homographes.

## Dans les textes épigraphiques et dans les manuscrits
Dans les textes épigraphiques, le chronogramme est parfois peint d’une couleur qui tranche sur celle du reste de l’inscription. Dans les manuscrits, on le trouve tracé en caractères plus gros. Le mot (ou membre de phrase) chronogrammatique est presque toujours annoncé par la préposition fi «en» ou par l’un des mots ʿāma-, sanata- (= en l’année . . .).